# Ludwig Gehm
Ludwig Gehm (* 23. Februar 1905 in Kaiserslautern; † 13. August 2002 in Frankfurt am Main) war ein deutscher sozialdemokratischer Widerstandskämpfer in der Zeit des Nationalsozialismus und Überlebender des KZ Buchenwald, der bis ins hohe Alter Aufklärungsarbeit gegen Rechtsradikalismus und über Faschismus leistete.

## Leben
Im Alter von sechs Jahren zog Ludwig Gehm 1911 mit den Eltern nach Frankfurt am Main, da der Vater als Streikführer aus Bayern ausgewiesen worden war, zu dem die Pfalz damals noch gehörte. Mit 14 Jahren trat er in die Sozialistische Arbeiterjugend ein und machte eine Lehre als Dreher. Nach seinem 1921 erfolgten Eintritt in die SPD war er dort von Anfang an ebenso aktiv wie in der Gewerkschaft. 1927 wechselte Ludwig Gehm in den Internationalen Sozialistischen Kampfbund (ISK). Im Gegensatz zur SPD bereitete sich der ISK bereits ab 1932 intensiv auf eine Arbeit im Untergrund gegen die Nationalsozialisten vor.
Gehm beteiligte sich gleich ab der „Machtergreifung“ Adolf Hitlers 1933 aktiv an Widerstandsaktionen des ISK, wie der Störung von NS-Kundgebungen durch technische Sabotage, der Rettung politischer Flüchtlinge und des Aufbaus eines Widerstandskreises (Tarnung als vegetarisches Restaurant). 1936 wurde er erstmals verhaftet. Durch die gute Tarnung der Aktionen konnte Gehm jedoch nur ein Bruchteil der durchgeführten Aktionen nachgewiesen werden. Eine seiner publikumswirksamsten Aktionen fand anlässlich der Eröffnung der ersten fertigen HAFRABA-Teilstrecke zwischen Frankfurt und Darmstadt statt, zu der am 19. Mai 1935 Adolf Hitler und viele weitere NS-Prominente angereist waren.

„Ludwig Gehm und weitere Mitglieder des "Internationalen Sozialistischen Kampfbundes" in Frankfurt hatten am Vortag Parolen wie „Hitler = Krieg“ und „Nieder mit Hitler“ auf die Fahrbahn und an die Brücken gemalt und mehrere Lautsprecher zerstört. Die Schriftzüge wurden zu den Feierlichkeiten notdürftig überdeckt.“

Ludwig Gehm wurde schließlich 1938 zu zwei Jahren Zuchthaus wegen Vorbereitung zum Hochverrat verurteilt. Die Gestapo forderte jedoch nach der Entlassung (Anrechnung der Untersuchungshaft seit 1936) weiter Bestrafung und so wurde er 1939 in das KZ Buchenwald überstellt. Dort litt er vier Jahre unter grauenvollen Bedingungen der Haft. Da 1943 jeder Mann als Soldat gebraucht wurde, wurde er nach seiner Entlassung aus Buchenwald sofort in das berüchtigte Strafbataillon 999 eingezogen. Beim Einsatz in Griechenland 1944 desertierte Gehm und kämpfte mit dem griechischen Widerstand (ELAS) gegen die SS. Er wurde Mitglied des Antifaschistischen Komitees Freies Deutschland. Daraufhin wurde er von britischen Militärs gefangen genommen und nach Nordafrika verbracht.
Nach der Entlassung aus der Kriegsgefangenschaft 1947 trat Ludwig Gehm wieder in die SPD ein und schaffte es innerhalb der Partei bis 1970 zum Unterbezirkssekretär. 1958 wurde er zum Stadtverordneten in Frankfurt am Main gewählt und behielt diesen Posten bis 1972. Als Würdigung seiner Arbeit im Widerstand gegen die Nationalsozialisten erhielt Ludwig Gehm 1970 die Wilhelm-Leuschner-Medaille. Die Stadt Frankfurt am Main zeichnete ihn 1991 mit der Johanna-Kirchner-Medaille aus.
1983 wurde Gehm erstmals über seine Zeit in Buchenwald und im Widerstand interviewt (Fernsehfilm des ZDF). Er sprach zu diesem Zeitpunkt erstmals seit den von ihm verdrängten Erlebnissen aus der Haft und dem KZ darüber. Nach dem Interview beschloss er, seine Erfahrungen aktiv für die Aufklärungsarbeit unter Jugendlichen zu nutzen und führte in den 80er und 90er Jahren mehrere hundert Veranstaltungen als Zeitzeuge überall in Deutschland durch und wurde stellvertretender Bundesvorsitzender der Arbeitsgemeinschaft ehemals verfolgter Sozialdemokraten.
2002 verstarb Ludwig Gehm 97-jährig in Frankfurt am Main.

## Werke über Ludwig Gehm
- 1983 Fernsehfilm: Ludwig Gehm – ein deutscher Widerstandskämpfer von Hans-Dieter Grabe (Imdb)
- 1989 Sachbuch Der treue Partisan – ein Lebenslauf – Ludwig Gehm von Antje Dertinger (Dietz Taschenbuch, Bonn) ISBN 3801230279